# Port Richmond (Philadelphie)
Pour les articles homonymes, voir Germantown.
Port Richmond est un quartier de la section River Wards de Philadelphie, en Pennsylvanie.